# Especismo
Especismo é o ponto de vista de que uma espécie, no caso a humana, tem todo o direito de explorar, escravizar e matar as demais espécies de animais por considerá-las inferiores.  O termo foi criado e é usado principalmente por defensores dos direitos animais para se referir à discriminação que envolve atribuir a animais sencientes diferentes valores e direitos baseados na sua espécie, nomeadamente quanto ao direito de propriedade ou posse.[carece de fontes?]
De modo similar ao sexismo e ao racismo, a discriminação especista pressupõe que os interesses de um indivíduo são de menor importância pelo mero fato de se pertencer a uma determinada espécie animal. De acordo com a igual consideração de interesses, sua semelhança implica deverem ser respeitados independentemente da espécie (animal)  considerada.
O especista acredita que a vida de um membro da espécie humana, pelo simples fato do indivíduo pertencer à espécie humana, tem mais peso e mais importância do que a vida de qualquer outro animal. Os fatores biológicos que determinam a linha divisória de nossa espécie teriam um valor moral – nossa vida valeria “mais” que a de qualquer outra espécie de animal.
O especista sustenta a sua opção com seis grandes linhas de justificação.[carece de fontes?] A primeira centra-se no facto de a espécie humana ser omnívora desde que existe como tal, manifestando essa diversidade de fontes alimentares no sucesso da sua presença desde os polos ao Equador, desde os litorais às altas montanhas. A segunda linha diz respeito ao controlo de pragas nas cidades, onde vive mais de metade da população humana; formigas, baratas, ratos, pulgas e outras espécies ditas sencientes têm impactos severos na saúde pública se não forem controladas. A terceira linha refere-se ao facto de a superioridade da espécie humana ter permitido o desenvolvimento de conceitos civilizacionais, tais como o Direito, que ora se pretendem estender a outras espécies (que os desconhecem); o que por si só ratifica essa superioridade. A quarta linha assenta na contradição de os alegados defensores dos animais não reconhecerem direitos a espécies não animais – uma discriminação objetiva – valorizando a vida de uma formiga acima da de uma sequoia gigante. A quinta linha refere-se à alimentação dos animais de companhia de muitos alegados defensores dos animais, na sua grande maioria feita com carne de outros animais. A sexta linha de justificação é o paradoxo absoluto de os alegados defensores dos animais estarem preocupados pelos alegados abusos alimentares dos humanos em relação aos animais; quando toda a ecologia da Terra está assente em cadeias alimentares; o exemplo da baleia que mata milhares de indivíduos do krill em cada refeição que faz é gritante.

## Origem
O termo foi cunhado pelo psicólogo britânico Richard D. Ryder, quando o usou pela primeira vez em um panfleto em 1970. Mais tarde foi largamente adotado por autores de obras sobre direitos animais.
"Eu uso a palavra 'especismo'," explicou dois anos mais tarde, "para descrever a discriminação habitual que é praticada pelo homem contra outras espécies (…) Especismo e racismo ignoram ou subestimam as semelhanças entre o discriminador e aqueles que são discriminados."
O filósofo Peter Singer também recorreu ao conceito de especismo para desenvolver os argumentos do seu célebre livro Liberação Animal, que familiarizou um público muito mais vasto com esse termo.[carece de fontes?]

## Tipos de especismo
Existem basicamente dois tipos de especismo nas relações entre humanos e animais. O mais comum, o especismo elitista é o preconceito para com todas as espécies que não a humana. Este tipo de especismo tem ligação bastante próxima com o antropocentrismo muito disseminado em culturas ocidentais.[carece de fontes?]
A outra forma de especismo é o especismo eletivo, ou seja, aquele que escolhe alguma(s) espécie(s) em particular como alvo da discriminação. Por exemplo, algumas pessoas podem acreditar que nunca deva se tirar uma vida de um cão e gato, mas ao mesmo tempo podem ignorar o direito à vida de um boi ou um porco, se alimentando destes. Alguns também são capazes inclusive de matar insetos simplesmente por estarem diante de algum.[carece de fontes?]

## Consequências do especismo
A consequência do especismo, segundo alguns teóricos, é a consideração dos animais não-humanos como meras propriedades do homem, que pode dispor deles a seu desejo, desde mantendo-os fechados em uma jaula até torturando-os para satisfazer a curiosidade, ou privando-os de sua vida para satisfazer o paladar, para vestir-se com sua peles ou por diversão. Isto vem sendo feito legalmente desde, pelo menos, o Império Romano,[carece de fontes?] que em seu direito considerava os animais como propriedades com capacidade de mover-se, ainda que seja algo que venha realizando-se desde muito antes, provavelmente desde o desenvolvimento da capacidade moral.
O especismo também produziria um grande impacto ecológico indireto, devido à alteração dos ecossistemas das espécies discriminadas como meio de aumentar a produção destas, ou a grande quantidade de contaminadores produzidos pela massificação de animais.
Por outro lado, o impacto ambiental negativo da produção maciça de cereais (nomeadamente, da soja) em ecossistemas de relevância mundial não pode ser ocultado e decorre de uma maior procura mundial. [ver referências] Este fato está diretamente ligado à produção de ração animal. Sabe-se que pouco mais da metade da produção de cereais são destinados à produção de rações animais, se esses fossem direcionados diretamente para a alimentação humana, não seriam um potencial problema ecológico. [carece de fontes?]

## Críticas

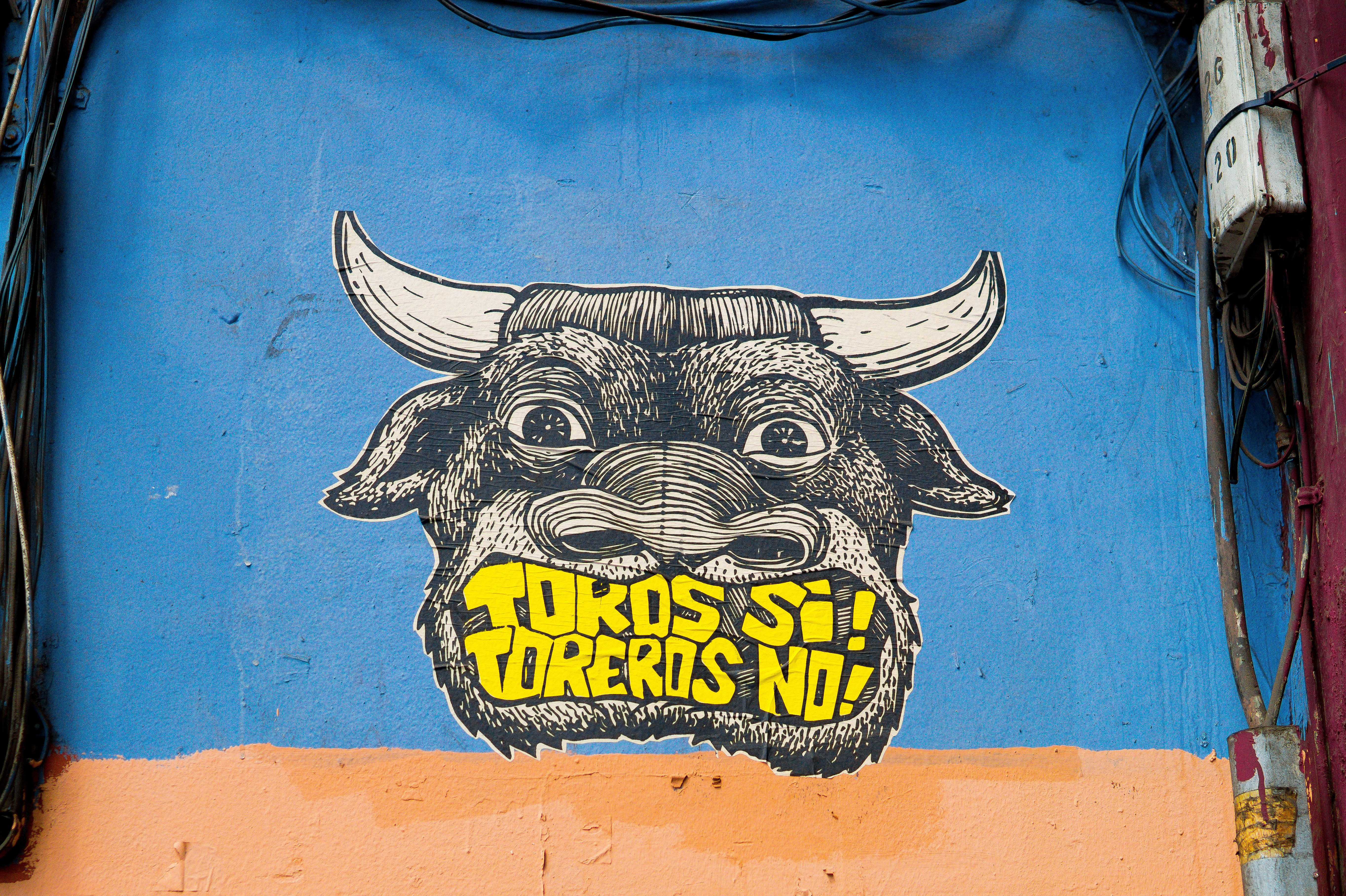
Graffiti em Lima, Peru, com os dizeres "Touros Sim! Toureiros Não"

John Tuohey escreveu que a lógica por trás das acusações de especismo falham em sua sustentação, e que, embora seja atraente, é imperfeita. Tuohey alega que, embora o movimento dos direitos animais nos Estados Unidos tenha influenciado o retardamento e, em alguns casos, a cessação de pesquisas biomédicas envolvendo animais, ninguém ofereceu um argumento claro e convincente para a igualdade das espécies.
A incapacidade para gerir situações relacionadas com pragas em cidades e em sistemas ecologicamente frágeis - como sejam as pragas de baratas, piolhos, pulgas, pombos ou ratazanas - diminui a razoabilidade da argumentação. [carece de fontes?]
Alguns defensores da ideia de especismo acreditam que animais existem para que humanos possam fazer uso deles, seja para alimentação, entretenimento ou outros fins. Esta condição especial transmitiria aos humanos direitos especiais, como o direito à vida e também responsabilidades únicas, como o cuidado e a manutenção do meio ambiente.[carece de fontes?]